# Claire Rushbrook
Claire Louise Rushbrook (Hitchin, Hertfordshire; 25 de agosto de 1971) es una actriz de cine, televisión y teatro británica.
Los papeles más conocidos de Rushbrook en el teatro incluyen Tres hermanas en el West End, interpretando a Olga, y La celebración, en el papel de Helene. Otras interpretaciones suyas incluyen a Mary Warren en Las brujas de Salem (Crucible Theatre), Sonia en Tío Vania (Almeida Theater) y Mamá en Chico de mercado (National Theatre).
Ha trabajado en películas como Secretos y mentiras (1996) de Mike Leigh, y A flor de piel (1997) de Carine Adler, con Samantha Morton. En televisión,  ha protagonizado The Sins (2000), Linda Green (2001–2002), el sitcom Carrie and Barry (2004–2005), Whitechapel (2009–2013) y My Mad Fat Diary (2013–2015), por el cual fue nominada en 2014 para los BAFTA TV Award en la Categoría Mejor Actriz de Apoyo. Ha aparecido en las dos temporadas de Home Fires, durante 2015 y 2016.

## Biografía
Rushbrook nació en Hitchin, Hertfordshire y asistió a la Fearnhill School en Letchworth, Hertfordshire, y luego asistió al Rose Bruford College. Trabajó, principalmente, en el teatro durante cinco años antes de introducirse a la televisión. Apareció como estrella invitada en los episodios "El planeta imposible" y "El foso de Satán" de Doctor Who, y tuvo roles secundarios en las películas Secretos y mentiras y Spice World. Su aparición en Doctor Who le valió un puesto en la edición de celebridades de Doctor Who de El rival más débil, aunque terminó siendo la cuarta votada. También, en 2008, ha aparecido en la comedia dramática de la BBC Mutual Friends y, en 2009, en los dramas de ITV Whitechapel y Collision, ambos junto a Phil Davis.

## Filmografía

### Películas
| Año  | Título                    | Personaje           | Notas        |
| ---- | ------------------------- | ------------------- | ------------ |
| 1996 | Secretos y mentiras       | Roxanne             |              |
| 1997 | A flor de piel            | Rose Kelly          |              |
| 1997 | Crocodile Snap            | Mamá                | Cortometraje |
| 1997 | Spice World               | Deborah             |              |
| 1999 | Plunkett & Macleane       | Señora Estelle      |              |
| 2000 | Shinner                   | Ruth                |              |
| 2002 | Doctor Sleep              | Grace               |              |
| 2003 | A Changed Man             | Cortometraje        |              |
| 2007 | I Am Bob                  | Barlady             | Cortometraje |
| 2007 | Mary y Mick               | Mary                | Cortometraje |
| 2019 | Spider-Man: Lejos de casa | Janice Lincoln      |              |
| 2020 | Ammonite                  | Eleanor Butters     |              |
| 2020 | Enola Holmes              | Sra. Lane           |              |
| 2023 | El viaje de Harold        | Esposa del granjero |              |

### Televisión
| Año       | Título                   | Personaje                               | Notas                                                   |
| --------- | ------------------------ | --------------------------------------- | ------------------------------------------------------- |
| 1994      | Casualty                 | Policía                                 | Episodio "Amor y afecto"                                |
| 1997      | Turning World            | Julia Garnett                           | "1.1", "1.2", "1.3"                                     |
| 1997      | Touching Evil            | Julie Carney                            | Episodio "Asesinato con bondad: Partes 1 & 2"           |
| 1999      | Spaced                   | Yolanda                                 | Episodio "Arte"                                         |
| 1999      | Shockers: El visitante   | Terri                                   | Película de televisión                                  |
| 2000      | The Sins                 | Faith Blackwell                         | Miniserie de televisión                                 |
| 2001-2002 | Linda Green              | Michelle Fenton                         | Personaje regular                                       |
| 2002      | The Stretford Wives      | Elaine Massey Simmons                   | Película de televisión                                  |
| 2004      | Negocio familiar         | Rachel Brooker                          | "1.1"                                                   |
| 2004-05   | Carrie & Barry           | Carrie                                  | Personaje principal                                     |
| 2006      | Doctor Who               | Ida Scott                               | Episodios "El planeta imposible" y "El foso de Satán"   |
| 2006      | Afterlife                | Jennifer Episodio "Las cosas olvidadas" |                                                         |
| 2007      | Inspector George Gently  | Valerie Lister                          | Episodio "Gently go men"                                |
| 2007      | Double Time              | Sarah                                   | Película de televisión                                  |
| 2008      | Ashes to Ashes           | Trixie Walsh                            | "1.3"                                                   |
| 2008      | Mutual Friends           | Leigh Cato                              | Personaje principal                                     |
| 2009      | New Tricks               | Pamela Scott                            | Episodio "Muerte de un vendedor de tiempos compartidos" |
| 2009      | Enid                     | Dorothy Richards                        | Película de televisión                                  |
| 2009      | Collision                | Karen Donnelly                          | Miniserie de televisión                                 |
| 2009-13   | Whitechapel              | Dr. Caroline Llewellyn                  | Personaje recurrente                                    |
| 2010      | Lizzie y Sarah           | Fiona                                   | Película de televisión                                  |
| 2010      | Agatha Christie's Marple | Caroline                                | "El geranio azul"                                       |
| 2011      | The Fades                | Meg                                     | Miniserie de televisión                                 |
| 2011      | Great Expectations       | Señora Joe                              | Miniserie de televisión                                 |
| 2012      | Asesinato                | Ellen Lowell                            | "Empresa de junta"                                      |
| 2012      | Señora Biggs             | Ruby Wright                             | "1.2", "1.3"                                            |
| 2013      | The Mill                 | Señora Timperley                        | Miniserie de televisión                                 |
| 2013-15   | My Mad Fat Diary         | Linda Earl-Bouchtat                     | Personaje principal                                     |
| 2015-2016 | Fuegos de casa           | Pat Simms                               | Personaje principal                                     |
| 2017      | Genius                   | Pauline Einstein                        | Personaje recurrente                                    |

## Radio
| Fecha                                              | Título                       | Personaje       | Director     |                               |
| -------------------------------------------------- | ---------------------------- | --------------- | ------------ | ----------------------------- |
| 5 de septiembre de 2003                            | El Sonido de Olas Solitarias | Libby           | Claire Grove | Radio de BBC 4 Juego de Tarde |
| 7 de marzo de 2007                                 | El tiempo Respira            | Gemma           | Claire Grove | Radio de BBC 4 Juego de Tarde |
| 29 de octubre de 2008                              | Contrato de amor             | Emma            | Claire Grove | Radio de BBC 4 Juego de Tarde |
| 20 de diciembre de 2009 -- 27 de diciembre de 2009 | Matilda                      | Señora Wormwood | Claire Grove | Radio de BBC 4 Serial Clásico |